# Uniform Naming Convention
Uniform Naming Convention (auch Universal Naming Convention, kurz UNC) wird unter Microsoft Windows zur Bezeichnung von Adressen freigegebener Betriebsmittel in einem Rechnernetz genutzt. Die UNC-Adresse stellt einen Netzwerkpfad dar, über den man Ressourcen anderer Rechner in dem Netzwerk ansprechen und nutzen kann. Diese Ressourcen können Verzeichnisse (auch Ordner oder Dateiordner genannt) oder komplette Laufwerke sein, für die zuvor eine Netzfreigabe erfolgen muss, damit der Zugriff auf die Daten von anderen Rechnern aus möglich ist. Durch die direkte Nutzung einer UNC-Adresse entfällt das Verbinden mit einem Netzlaufwerk, welches man z. B. für die dauerhafte gemeinsame Nutzung von Daten in einem Heim- oder Firmennetzwerk verwenden kann. In manchen Fällen kann es sinnvoll sein, auch auf lokal gelegene Daten über einen UNC-Pfad zuzugreifen.
Der Aufbau von UNCs wird als Windows-Datentyp von Microsoft spezifiziert. Obwohl auch in anderen Betriebssystemen verwendbar, wird UNC primär im Kontext von Microsoft-Produkten verwendet, um auf SMB/CIFS, DFS oder auf SharePoint-Dateisysteme zuzugreifen.

## Syntax

### Netzwerkressourcen
Das Format eines solchen Netzwerkpfades unter Windows ist:
```
\\
Servername
\
Freigabename
\
Pfad
```

bzw.
```
\\
IP-Adresse
\
Freigabename
\
Pfad
```

Dabei ist als Servername immer der Name des Computers einzusetzen, auf dem sich die Daten befinden. Da dieser Rechner die Daten zur Verfügung stellt, fungiert er als Server. Der Computername kann herausgefunden werden:
- über das Kommando hostname oder ipconfig /all unter dem Punkt Hostname
- über die Systemeigenschaften: z. B. Rechtsklick auf Arbeitsplatz → Eigenschaften oder in der Systemsteuerung → System

Wenn die IP-Adresse eine IPv6-Adresse ist, muss wegen der nicht erlaubten Doppelpunkte die Schreibweise geändert werden:
statt
```
\\
2001:db8::2468:1357:abcd:3456
\
Freigabename
\
Pfad
```

so
```
\\
2001-db8--2468-1357-abcd-3456.ipv6-literal.net
\
Freigabename
\
Pfad
```

Die sonst für solche Fälle verwendeten eckigen Klammern funktionieren hier nicht.
Der Freigabename ist der Name, unter dem die Ressource freigegeben wurde, z. B. ein Ordnername oder ein Laufwerkname.
Der Pfad ist der Verzeichnispfad, in dem z. B. die gewünschte Datei auf der Ressource abgespeichert ist.

### Lokale Ressourcen
Das Format für lokale Pfade unter Windows, also Daten, die auf dem verwendeten Rechner selbst vorhanden sind, ist:
\\?\C:\Daten oder \\.\C:\Daten
Diese Variante erhöht auch die maximale Pfadlänge von 260 Zeichen (256 wenn man die Pflichtbestandteile abzieht) auf 32.767 Zeichen.

## Multiple UNC Provider
Mit dem Multiple UNC Provider (MUP) können neben den üblichen SMB-Laufwerksfreigaben auch andere Netzwerkressourcen erreicht werden. Während Unterstützung für DFS schon in älteren Windows-Versionen installiert werden konnte, kann mit einer Windows-Vista-Standardinstallation ein WebDAV-Laufwerk über die Syntax
```
\\
Servername
\DavWWWRoot\
Pfad
```

erreicht werden. Die in älteren Windows-Versionen benutzte Syntax
```
http
://
Servername
/
Pfad
```

funktioniert aber auch mit Windows Vista, zum Beispiel beim Verbinden eines Netzlaufwerks. Eine über SSL gesicherte Verbindung ist mit der Syntax
```
\\
Servername
@SSL\DavWWWRoot\
Pfad
```

erreichbar. Die Syntax war hier früher
```
https
://
Servername
/
Pfad
```